# Gloeocorticium
Gloeocorticium es un género de hongos de la familia Cyphellaceae. El género es monotípico, incluyendo únicamente la especie Gloeocorticium cinerascens, encontrada en Argentina.